# Gorka Alegre
Gorka Alegre es un bajista, compositor, arreglista y productor de hard rock y heavy metal español, nacido en la ciudad de Burgos. Ha trabajado en estudio y directo dentro y fuera de España con bandas y artistas tan relevantes como Barón Rojo, Ñu, Adam Bomb, David Reece, Deathkeepers, Bulsara o su proyecto ZhenX junto a músicos y colaboradores de la talla de Tolo Grimalt, D. A. Saylor, Herman Rarebell, Giovanni Tradardi, Torben Enevoldsen, Bill Leverty o Carlos Creator entre otros. 

## Carrera

### Inicios
Gorka Alegre, comienza muy joven a recibir clases de guitarra española. A comienzos de los años noventa se decide por tocar el bajo, realizando versiones de bandas famosas de la época. Su gran oportunidad se da cuando el guitarrista Adam Bomb, quien ha trabajado para innumerables artistas entre los que destacan John Paul Jones (Led Zeppelin), Cliff Williams (AC/DC) y Michael Monroe (Hanoi Rocks), lo recluta para ofrecer conciertos en todo el continente europeo y americano.

### Ñu
En el año 2001 ingresa al grupo Ñu, con el que colabora en la grabación del disco "Requien" (2002) y un año más tarde graba al completo el disco "Títeres" (2003). En el año 2006 graba con ÑU el DVD en directo, titulado "3 de Noviembre de 2006", día en que se llevó a cabo dicha actuación. Durante su estancia en Ñu trabaja con otras bandas y músicos como Steven Adler, exbaterista de los Guns n' Roses.

### Barón Rojo
En el 2008 pasa a formar parte de la agrupación Barón Rojo, haciendo su debut en un concierto junto a la banda británica Saxon. Con Barón Rojo graba en 2008 el mítico disco "En Clave de Rock" junto a la Banda Sinfónica CIM de Mislata, que se publicaría un año más tarde. Con Barón Rojo también grabó en 2012 la obra conceptual Tommy de los Who, adaptada al español por Armando de Castro, guitarrista de la legendaria banda. Tras una larga trayectoria con Barón Rojo, a mediados de 2015 abandona la banda. Ésta lanza un comunicado en su página web oficial donde anuncia que Gorka abandona la banda por decisión personal y le agradecen su dedicación.

### Actualidad
Tras su salida de Barón Rojo actuó en el 2016 con Manny Charlton (exguitarra original de Nazareth). También se ha involucrado en diferentes proyectos musicales llegando a formar su propia banda, llamada ZHENX, junto a miembros de Metalium entre otros, e invitados como Herman Rarebell (Scorpions) o Bill Leverty (Firehouse), con la que ha grabado un disco de título homónimo a la banda.  Ha realizado labores de producción con la banda barcelonesa Death Keepers donde ha coproducido ,tocado el bajo y arreglado temas de su álbum debut, "Rock This World". A esta banda se le unió el vocalista Mike Vescera (Yngwie Malmsteen) con el que grabaron el tema "Love's Within".
Posterior a Barón Rojo también,  giró por Ucrania con Nick Z Marino, miembro de la banda de Yngwie Malmsteen cómo vocal y teclista y con David Reece de Accept por varios países de Europa abriendo para UDO.

### Discografía
- Spei (SPEI) - 1999
- Requiem (ÑU) - 2002
- Titeres (ÑU) - 2003
- Madrid 3 de Noviembre del 2006 - DVD en Directo (ÑU) - 2006
- Jorge Calvo - El navegante del tiempo (2008)
- En Clave de Rock-DVD Y CD en Directo (BARON ROJO) - 2009
- Tommy Barón (BARON ROJO) - 2012
- Zhenx (ZHENX) - 2017
- Rock This World (DEATH KEEPERS) - 2018
- Bulsara (TNT) Resilience/single 2021
- Puerta de Emergencia (BUMPER) - 2022